# Centromerus yadongensis
Centromerus yadongensis är en spindelart som beskrevs av Hu och Li 1987. Centromerus yadongensis ingår i släktet Centromerus och familjen täckvävarspindlar. Inga underarter finns listade i Catalogue of Life.